# Portland, Victoria
Portland är en ort i Australien. Den ligger i kommunen Glenelg och delstaten Victoria, omkring 300 kilometer väster om delstatshuvudstaden Melbourne. Antalet invånare är 8 841.
Trakten är glest befolkad. Det finns inga andra samhällen i närheten. Genomsnittlig årsnederbörd är 1 016 millimeter. Den regnigaste månaden är juni, med i genomsnitt 164 mm nederbörd, och den torraste är februari, med 28 mm nederbörd.